# Pstriná
Pstriná este o comună slovacă, aflată în districtul Svidník din regiunea Prešov, pe malul râului Mlynský potok⁠(d). Localitatea se află la altitudinea de 325 m deasupra n.m., se întinde pe o suprafață de 6,23 km2 și în 2017 număra 61 de locuitori.

## Istoric
Localitatea Pstriná este atestată documentar din 1497.

## Demografie
| An:                | 1994 | 2004    | 2014   | 2024   |
| ------------------ | ---- | ------- | ------ | ------ |
| Număr de persoane: | 89   | 59      | 60     | 65     |
| Diferență:         |      | −33,70% | +1,69% | +8,33% |

| An:                | 2023 | 2024    |
| ------------------ | ---- | ------- |
| Număr de persoane: | 59   | 65      |
| Diferență:         |      | +10,16% |